# Петерсен, Йозеф
Йозеф Петерсен (16 сентября 1881 — 22 ноября 1973) — датский писатель, известный своими романами с историческими мотивами, часто древними или средневековыми, которые писал с 1910 по 1949 год.

## Биография
Йозеф Петерсен родился 16 сентября 1881 года в семье священника, его дедушкой по материнской линии был норвежский поэт Юхан Себастьян Вельхавн. Петерсен работал журналистом и иностранным корреспондентом. Его работы не признавались датскими историками литературы, хотя получили признание современных критиков за подробное описание древних культур. Его самая известная книга — «Царская жертва» (1923, дат. Kongeofret) с азиатскими мотивами, также примечателен его роман про Колумба «Мир поднимается из моря» (1935, дат. Verden stiger af Havet).
Петерсен проявлял особый интерес к лёгкой атлетике и спорту. Он был участником последней датской дуэли в 1913 году. Он выиграл три серебряные олимпийские медали в конкурсах искусств за свои лирические сказки на древнегреческие атлетические темы: «Эвриала» (1924), «Аргонавты» (1932) и «Олимпийский чемпион» (1948, дат. Den Olympiske Mester).
Умер 22 ноября 1973 года.